# Всеслав
Всеслав (ст.-сл., происходит от слова Все и корня Слав — всеславящий, знаменитый) — мужское славянское имя, отдельно в святцах не значится, имеет общий корень с Владиславом и Вячеславом.
Уменьшительные формы: Всеславушка, Слава. Отчество: Всеславович, Всеславич, Всеславовна, Всеславна.
То же значение имеет имя Сеслав, от которого произошла фамилия Сеславин.

## Известные носители
- Всеслав Брячиславич (Всеслав Вещий, Всеслав Чародей, ок. 1029—1101) — князь полоцкий, герой «Слова о полку Игореве».
- Всеслав Василькович (? — ок. 1186) — князь витебский, полоцкий, сын князя полоцкого Василько Святославича.
- Всеслав Изяславич (990-е—1003) — князь полоцкий, сын князя полоцкого Изяслава Владимировича, первый из носителей имени.

## Другие значения
- Всеслав — 74-пушечный парусный линейный корабль Балтийского флота России.